# 会议中心站 (大连市)
会议中心站是大连地铁2号线的地铁站，位于中国辽宁省大连市中山区港隆路与珠莲街交叉口西侧，于2015年5月22日开通。本站曾为2号线东端终点站。

## 车站结构
会议中心站沿港隆路东西设置，为地下一层侧式站台车站，车站长149.8米，宽54米，车站地下一层为站厅层及站台层，地下二层设换向通道，站台设置全高站台门。车站作为2号线东端终点站期间，通过车站西侧单渡线站前折返，仅使用南侧站台。
| 地面                         | 出入口     | A、B、C、D出入口 |
| 地下一层                     | 站厅及站台 | \| 客服中心、自动售票机、验票机 \| \| \| \| 側式 · 開右邊车门 \| \| \| \| \| \| █ 2号线往大连北站（港湾广场） \| \| \| \| █ 2号线往海之韵（东港） \| \| 側式 · 開右邊车门 \| \| \| \| 客服中心、自动售票机、验票机 \| \| \| |
| 地下二层                     | 换向通道   | |
| 客服中心、自动售票机、验票机 |            | |
| 側式 · 開右邊车门            |            | |
|                              |            | █ 2号线往大连北站（港湾广场） |
|                              |            | █ 2号线往海之韵（东港） |
| 側式 · 開右邊车门            |            | |
| 客服中心、自动售票机、验票机 |            | |

## 车站出口
会议中心站共设4个出口，近A、B出口设两条地下连通道通向毗邻的大连凯丹广场，各出口及周围设施如下所示：
| 出口编号            | 照片 | 出口指示         | 建议前往的目的地                 |
| ------------------- | ---- | ---------------- | -------------------------------- |
| A · 出口 · （设有） |      | 港隆路（西南侧） | 凯丹广场，大连海关               |
| B · 出口            |      | 港隆路（东南侧） | 凯丹广场，成大医院               |
| C · 出口 · （设有） |      | 港隆路（东北侧） | 佳兆业中心，一方金融广场         |
| D · 出口            |      | 港隆路（西北侧） | 大连国际会议中心，绿地达沃斯公馆 |
| 图例： 设有         |      |                  |                                  |

## 接驳交通

### 公交车
- 会议中心：16路、47路、536路、旅游线路

## 车站历史
车站建设时期工程名为东港广场站，开通前确定以会议中心站作为车站正式名称。
- 2010年12月29日，车站主体结构封顶[2]。
- 2015年5月22日，车站随2号线一期通车开通[1]，为东端终点站。
- 2017年6月7日，2号线二期工程东段开通，本站不再为日常运营终点站[4]。